# G3 2003
A 2003-as G3 a G3 turnésorozat hatodik évadja, melyben Joe Satriani és Steve Vai mellett Yngwie J. Malmsteen lépett színpadra. A koncertek 2003 október-novemberében zajlottak főleg amerikai helyszíneken. Két élő kiadvány is született a műsorból: A G3: Rockin' in the Free World című duplalemezes audio CD, illetve a G3: Live in Denver koncertfilm.

## A fellépők és háttérzenészeik
- Joe Satriani
  - Matt Bissonette – basszusgitár
  - Jeff Campitelli – dobok
  - Galen Henson – gitár
- Steve Vai
  - Tony MacAlpine – gitár és billentyűs hangszerek
  - Dave Weiner – gitár
  - Billy Sheehan – basszusgitár
  - Jeremy Colson – dobok
- Yngwie Malmsteen
  - Patrick Johannsen – dobok
  - Mick Cervino – basszusgitár
  - Jocke Svalberg – billentyűs hangszerek

## Számlista
- Yngwie Malmsteen:

1. Evil Eye
2. Baroque & Roll
3. gitárszóló (Trilogy Suite Op 5-Kurakatau-Red House Blues)
4. Fugue (Concerto for Electric Guitar & Orch. in E Flat Minor Opus 1)
5. billentyű-szóló
6. basszusgitár-szóló
7. dobszóló
8. akusztikus gitár-szóló
9. Black Star
10. Adagio-Far Beyond the Sun
11. Finale
12. Blitzkrieg

- Steve Vai:

1. I Know You’re Here
2. Reaping
3. Juice
4. Whispering a Prayer
5. I'm The Hell Outta Here
6. For the Love of God

- Joe Satriani:

1. Satch Boogie
2. The Extremist
3. Crystal Planet
4. Starry Night
5. Midnight
6. Flying in a Blue Dream
7. The Mystical Potato Head Groove Thing
8. Always With Me Always With You
9. Summer Song

- G3 Jam:

1. Voodoo Chile (Slight return) (Jimi Hendrix cover)
2. Little Wing (Jimi Hendrix cover)
3. Rockin' in the free world (Neil Young cover)

## Külső hivatkozások
- Satriani.com – G3 2003
- Megtekinthető részletek